# Arsia Mons
Arsia Mons est un volcan bouclier situé sur la planète Mars par 8,4° S et 238,9° E dans le quadrangle de Phoenicis Lacus. Large de 460 km, il  possède une caldeira unique de 110 km de diamètre, la plus vaste de toute la planète, surplombant de 9 à 11 km les terrains environnants du renflement de Tharsis et culminant à une altitude de 17 761 m par rapport au niveau de référence martien. La pression atmosphérique a été mesurée à son sommet à 107 Pa. Ses flancs présentent une inclinaison moyenne de 5°, tandis que la pente des lobes latéraux est comprise entre 1° et 4°. Arsia Mons est le second volcan le plus volumineux de Mars, après Olympus Mons.

## Géographie et géologie
Arsia Mons est le plus méridional des trois grands volcans formant l'alignement de Tharsis Montes sur la planète Mars — les deux autres sont Pavonis Mons au centre et Ascraeus Mons au nord ; cet alignement est prolongé au nord par le groupe d'Uranius.
|                                                                      |  |                                       |
| Carte de la région d'Olympus Mons et de la chaîne de Tharsis Montes. |  | Topographie d'Arsia Mons par le MOLA. |

Il se serait formé à l'Hespérien, il y a plus de 3,54 Ga, et aurait connu à l'Amazonien trois épisodes d'activité subséquents datés d'environ 2 Ga, 800 Ma et 200 à 100 Ma. Ce serait donc le plus récent des trois volcans de Tharsis Montes, illustrant le fait que les volcans du renflement de Tharsis sont d'autant plus anciens qu'ils sont situés au nord-est de cette région.
Sa très vaste caldeira serait consécutive à l'effondrement du sommet du volcan une fois vidée la chambre magmatique après la dernière phase d'activité du volcan. Cela expliquerait les failles concentriques bien visibles notamment au nord-ouest du cratère.
Des glaciers ont par ailleurs été observés sur l'édifice.
Enfin, une multitude de cavités d'effondrement auraient été identifiées en 2007 sur les flancs de l'édifice par l'instrument THEMIS de la sonde 2001 Mars Odyssey, notamment sept structures qui ont reçu des noms de travail informels :
- Dena par 6,084° S et 239,061° E ;
- Chloë par 4,296° S et 239,193° E ;
- Wendy  par 8,099° S et 240,242° E ;
- Annie  par 6,267° S et 240,005° E ;
- Abbey et Nikki  par 8,498° S et 240,349° E ;
- Jeanne  par 5,636° S et 241,259° E.

| |  |                       |
| Cavités vues par THEMIS : (A) Dena, (B) Chloë, (C) Wendy, (D) Annie, (E) Abby (à gauche) et Nikki, et (F) Jeanne. |  | Gros plan sur Jeanne. |

|                                                                  |  | |
| Arsia Mons vu par Viking avec élévation de Mars Global Surveyor. |  | Mosaïque d'images infrarouges d'Arsia Mons et de ses environs prises par THEMIS. Une immense étendue de dépôts en éventail (Arsia Sulci), probablement due à une période glaciaire, s'étend sur le nord-ouest de la montagne. |